# Dornbach (Eschbach)
Der Dornbach ist der 3,7 km (mit Kaltem Wasser 11,8 km) lange rechte und südwestliche Oberlauf des Eschbaches. 

## Geographie

### Verlauf
Der Dornbach entsteht in Bad Homburg vor der Höhe (östlich der Knobelsmühle) aus dem Zusammenfluss des linken Kalten Wassers mit dem rechten Bach von der Goldgrube. Er fließt in östlicher Richtung zunächst durch das Gelände des Technischen Hilfswerks und unterquert danach die Urseler Straße. Er zieht dann verdolt durch den Büro- und Gewerbepark und unterquert die Bahnstrecke der S5. Als die Fläche bebaut und der Bach unter die Erde verlegt wurde, wurde vertraglich festgehalten, dass die dort ansiedelnde Firma bei Abzug die Kosten für die Renaturierung trägt, was 2013 wirksam wurde. Nach der Unterquerung der Bahnlinie folgt ein ebenfalls renaturiertes, bis 2013 verrohrtes Teilstück parallel zum Hessenring. Vor diesem verschwindet der Bach wieder im Untergrund, um östlich der Straße, verstärkt durch den von der linken Seite kommenden Heuchelbach, wieder an der Oberfläche aufzutauchen. In Bad Homburg-Gonzenheim nahe der Straße Am alten Bach beginnt ein letzter unterirdischer Kanal. Dieser soll im Zuge der Verlängerung der U-Bahn-Linie U2 um ein paar Meter nach Süden verschwenkt werden. Der neue Kanal erhält einen Lichtschacht in Höhe der Gotenstraße und eine mit Natursteinen und Querrippen ausgekleidete Mittelwasserrinne. Nördlich der Straße Alt-Gonzenheim vereinigt sich der Dornbach schließlich mit dem von links und Nordwesten kommenden Kirdorfer Bach  zum Eschbach, der wenige Meter weiter östlich ans Tageslicht tritt und etwa in der Zuflussrichtung des Kirbacher Bachs weiterläuft.

### Zuflüsse
- Kalteswasser (linker Oberlauf)
- Bach von der Goldgrube (rechter Oberlauf)
- Heuchelbach (links) (mit Hirschgraben 9,7 km)

### Flusssystem Nidda
- Fließgewässer im Flusssystem Nidda

## Daten und Charakter
Der Dornbach ist ein silikatischer Mittelgebirgsbach. Er ist ein Gewässer III. Ordnung. Sein Einzugsgebiet umfasst eine Gesamtfläche von 28,506 km² und seine Abflussmenge (MQ) beträgt 235,1 l/s.